# Casinaria limenitidis
Casinaria limenitidis là một loài tò vò trong họ Ichneumonidae.